# Dime por qué
Dime por qué fue un programa de televisión chileno de entretenimiento transmitido desde mayo de 2011 por TVN, animado por Julián Elfenbein y Karen Doggenweiler.
Se caracterizaba por las diferencias entre hombres y mujeres, quienes son precisamente el eje de Dime por qué. «Es un programa de entretención para acompañar a la gente que está en su casa en la tarde" y que abordará las situaciones y conflictos que generan esas diferencias de género a través del humor, con panelistas y secciones».[cita requerida]
El programa comenzó el 16 de mayo y sus primeros panelistas fueron Felipe Camiroaga y Sonia Fried. El programa fue retirado de programación el viernes 15 de julio de 2011, debido a que alcanzó un desempeño inferior al esperado por TVN.

## Participaciones especiales
- Felipe Camiroaga
- Sonia Fried
- Magdalena de la Paz
- Mey Santamaría
- Fernando Farías
- Romina Salazar